# Batalla de Fort Washington
La batalla de Fort Washington se libró en Nueva York el 16 de noviembre de 1776, durante la Guerra de Independencia entre Estados Unidos y Gran Bretaña. Fue una victoria británica que obtuvo la rendición del remanente de la guarnición de Fort Washington cerca del extremo norte de la isla de Manhattan. Fue una de las peores derrotas patriotas de la guerra.
Después de derrotar al Ejército Continental bajo el comandante en jefe general George Washington en la Batalla de White Plains, las fuerzas del Ejército Británico bajo el mando del teniente general William Howe planearon capturar Fort Washington, el último bastión estadounidense en Manhattan. Washington emitió una orden discrecional al general Nathanael Greene para que abandonara el fuerte y retirara su guarnición (que entonces contaba con 1200 hombres y que luego aumentó a 3000) a Nueva Jersey. El coronel Robert Magaw, al mando del fuerte, se negó a abandonarlo porque creía que podía defenderse de los británicos. Las fuerzas de Howe atacaron el fuerte antes de que Washington lo alcanzara para evaluar la situación.
Howe lanzó su ataque el 16 de noviembre. Dirigió un asalto desde tres lados: el norte, el este y el sur. Las mareas en el río Harlem impidieron que algunas tropas desembarcaran y retrasaron el ataque. Cuando los británicos se movieron contra las defensas, las defensas estadounidenses del sur y del oeste cayeron rápidamente. Las fuerzas patriotas en el lado norte ofrecieron una fuerte resistencia al ataque de Hesse, pero finalmente también fueron abrumadas. Con el fuerte rodeado por tierra y mar, el coronel Magaw decidió rendirse. Un total de 59 estadounidenses murieron en acción y 2837 fueron tomados como prisioneros de guerra.
Después de esta derrota, la mayor parte del ejército de Washington fue perseguido a través de Nueva Jersey y Pensilvania, y los británicos consolidaron su control sobre el puerto de Nueva York y el este de Nueva Jersey.

## Contexto

### Construcción y defensas
Durante la Guerra de Independencia de los Estados Unidos, Fort Washington estaba ubicado en el punto más alto de la isla de Manhattan, a lo largo de un gran afloramiento de esquisto de Manhattan cerca de su extremo norte. Junto con Fort Lee, ubicado al otro lado del río Hudson en lo alto de las Palisades, los fuertes gemelos estaban destinados a proteger el bajo Hudson de los buques de guerra británicos.

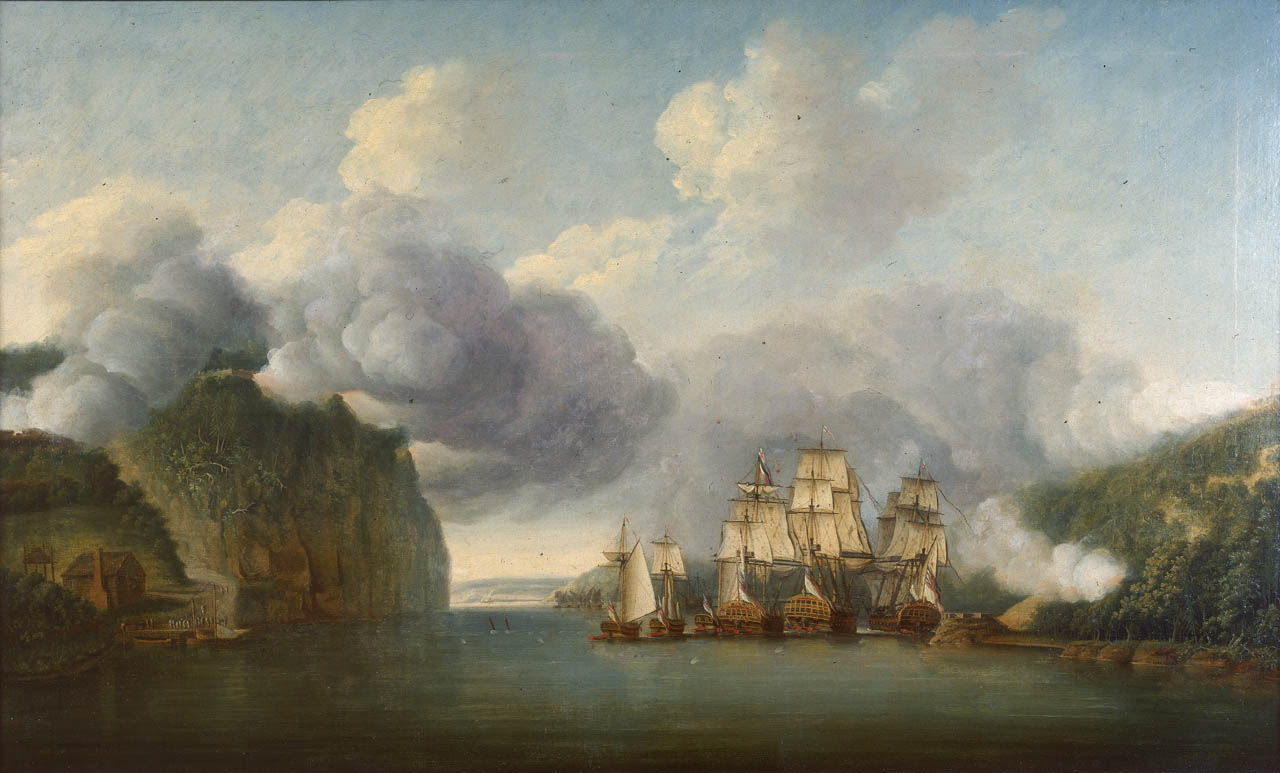
Buques de guerra británicos que intentan pasar entre Fort Washington y Fort Lee

En junio de 1776, los oficiales patriotas estadounidenses Henry Knox, Nathanael Greene, William Heath e Israel Putnam examinaron el terreno en el que se ubicaría Fort Washington; acordaron que si el fuerte estaba debidamente fortificado, sería prácticamente imposible de tomar. Posteriormente, en junio, el comandante en jefe del Ejército Continental, George Washington, inspeccionó el lugar y determinó que el área era clave para la defensa del bajo Hudson. Poco después de la encuesta de Washington, las tropas de Pensilvania comenzaron la construcción del fuerte bajo la supervisión de Rufus Putnam.
Primero prepararon unos caballos de Frisia para evitar que los barcos británicos navegaran por el Hudson y flanquearan la posición estadounidense. Durante más de un mes, las tropas transportaron rocas desde las alturas de Manhattan hasta la orilla del río, donde las cargaron en una colección de cascos y armazones hechos de madera y los estiraron a lo largo del río. Tras terminar los caballos de Frisia, trabajaron en el fuerte. Como poca tierra cubría la superficie rocosa, no pudieron cavar las zanjas o trincheras habituales alrededor del fuerte. Este tenía forma de pentágono con cinco baluartes. Los muros principales eran de tierra, construidos con revellines con aberturas para cañones desde todos los ángulos. El fuerte encerraba un total de tres a cuatro acres. Las tropas construyeron un abatis a su alrededor. Tras terminar los cuarteles en septiembre, todas las tropas en el área fueron puestas bajo el mando del mayor general William Heath. Washington estableció cerca su cuartel general.
Apoyando el fuerte había numerosas defensas. Las baterías se colocaron en Jeffrey's Hook, que se extendía hasta el Hudson, en Cox's Hill mirando hacia el arroyo Spuyten Duyvil, en el extremo norte de Manhattan, controlando los puentes King y Dyckman sobre el río Harlem y a lo largo de Laurel Hill, que estaba al este del Fuerte y a lo largo del río Harlem (ver también Fort Tryon Park). Al sur del fuerte había tres líneas de defensa. Las líneas atravesaban las colinas y estaban hechas de trincheras y trincheras. La primera línea fue apoyada por una segunda línea alrededor de 500 m al norte, y se proyectaba construir una tercera línea 400 m al norte de la segunda.

### Movimientos

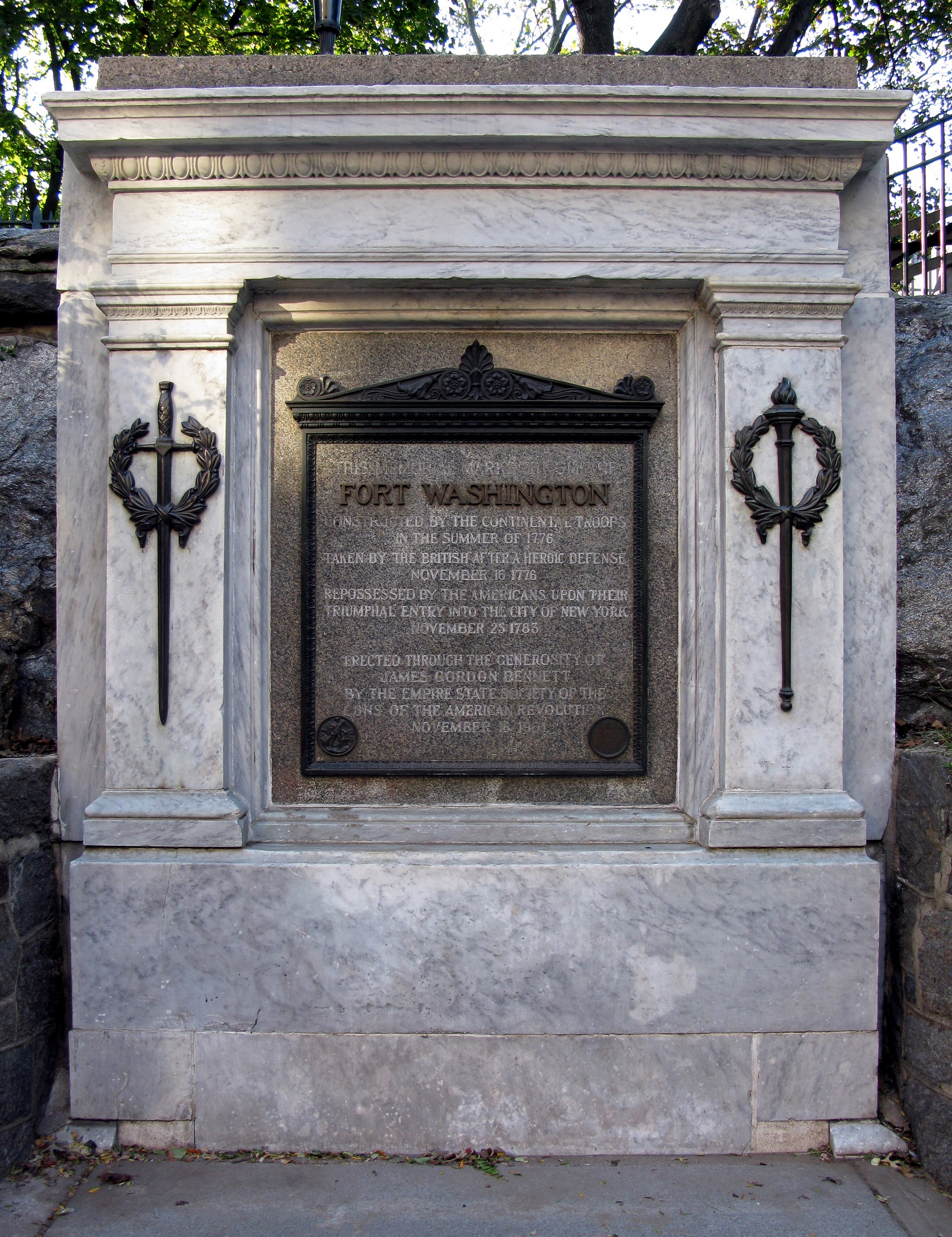
Tableta que conmemora la ubicación de Fort Washington

El general británico William Howe, después de hacerse con el control del oeste de Long Island en la Batalla de Long Island a finales de agosto de 1776, invadió Manhattan el 15 de septiembre. Su avance hacia el norte se detuvo al día siguiente en la Batalla de Harlem Heights, después de lo cual buscó flanquear la fuerte posición estadounidense en el norte de la isla. Después de un intento fallido de desembarco el 11 de octubre, Howe comenzó a desembarcar tropas en el sur del condado de Westchester (en el actual Bronx) el 18 de octubre, con la intención de cortar la vía de retirada del Ejército Continental. Washington, consciente del peligro, retiró la mayor parte de sus tropas al norte de White Plains. Dejó una guarnición de 1200 hombres en Fort Washington bajo el mando del coronel Robert Magaw; esta fuerza fue inadecuada para defender completamente las extensas obras. Para monitorear la guarnición estadounidense en el fuerte, Howe dejó a Hugh Percy y una pequeña fuerza debajo de Harlem Heights.
En la mañana del 27 de octubre, los centinelas informaron a Magaw que las tropas de Percy estaban lanzando un ataque apoyado por dos fragatas que navegaban por el Hudson. Magaw ordenó un ataque a las fragatas y ambos barcos británicos resultaron gravemente dañados por los cañones de Fort Lee y Fort Washington. Las fragatas no podían elevar sus propios cañones a la altura de las posiciones estadounidenses. Los británicos remolcaron las fragatas, pero el duelo de artillería continuó durante algún tiempo entre artilleros británicos y estadounidenses.
El 8 de noviembre, unas dos docenas de soldados estadounidenses expulsaron a una compañía de Hesse un poco más grande desde un reducto de avanzada. Los hessianos mantuvieron un terreno más alto con una mejor cobertura y tuvieron la ventaja del apoyo de la artillería durante esta escaramuza menor, pero aún no pudieron mantener su posición. Un solo soldado continental resultó herido en el encuentro, mientras que al menos dos hessianos habían muerto y un número desconocido de heridos. Después de quemar y saquear las estructuras temporales en el sitio, los vencedores lo ocuparon hasta el anochecer cuando regresaron a sus líneas principales. Al día siguiente, los hessianos habían vuelto a ocupar el lugar, pero una fuerza estadounidense más grande los ahuyentó rápidamente. Esta vez, los hessianos dejaron diez muertos y, nuevamente, un solo estadounidense herido.
Debido a estos éxitos menores, Magaw se volvió demasiado confiado; se jactó de poder mantener el fuerte durante un asedio hasta finales de diciembre. El 2 de noviembre, el ayudante de Magaw, William Demont, desertó y proporcionó al mando británico planos detallados de las fortificaciones. Percy envió la información a Howe, quien había derrotado a Washington unos días antes en la Batalla de White Plains. Durante las semanas entre la retirada hacia el norte de Washington y el asalto británico al fuerte, los refuerzos continuaron llegando al fuerte, aumentando el tamaño de la guarnición a casi 3000 hombres.

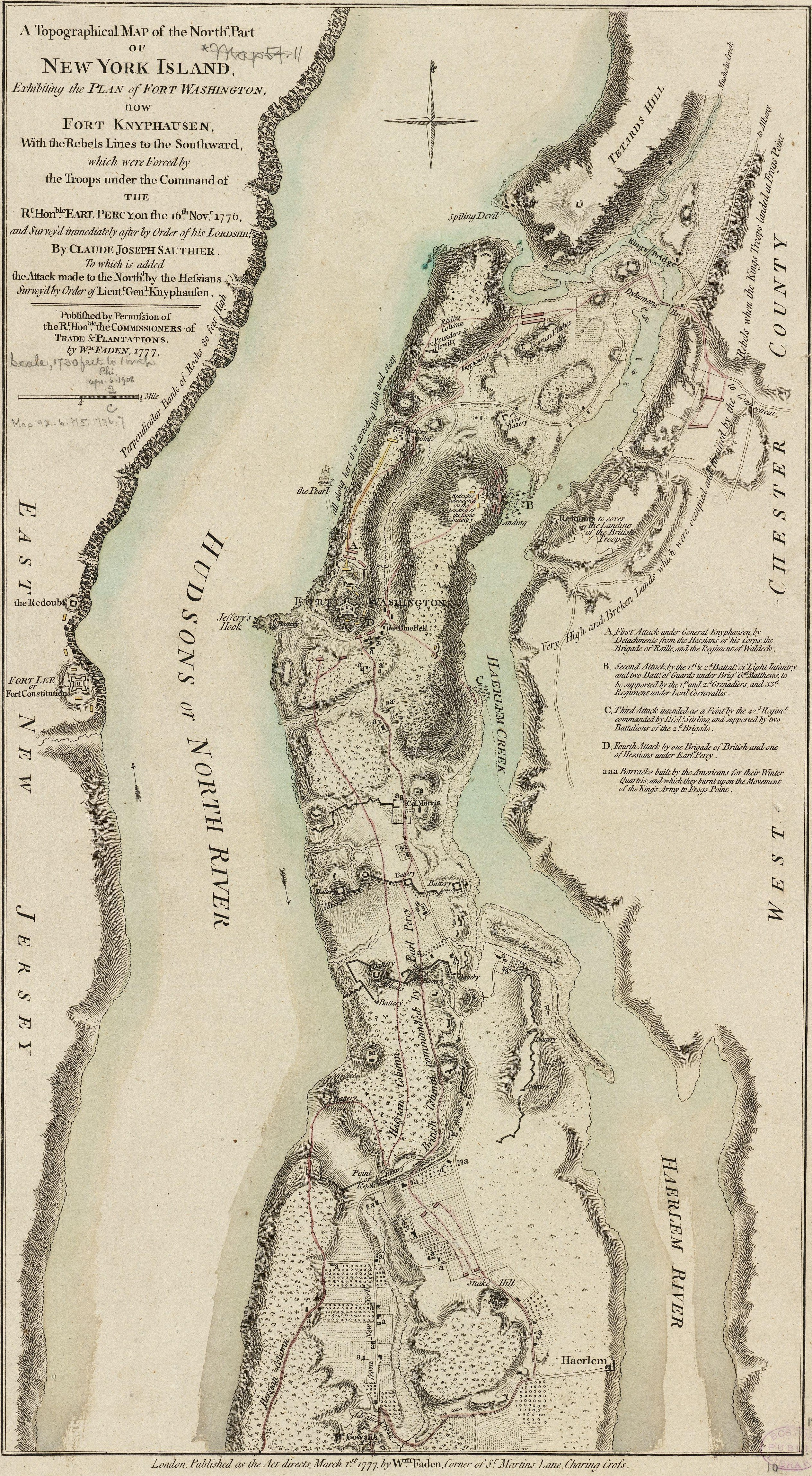
mapa de batalla

### planes y preparativos
Washington había considerado abandonar el Fuerte Washington, pero Nathanael Greene lo convenció, quien creía que el fuerte podía mantenerse y que era vital hacerlo. Greene argumentó que mantener el fuerte mantendría abiertas las comunicaciones a través del río y podría disuadir a los británicos de atacar Nueva Jersey. Magaw y Putnam coincidieron con Greene. Washington cedió a Greene y no abandonó el fuerte.
El 4 de noviembre, Howe ordenó a su ejército hacia el sur, hacia Dobbs Ferry. En lugar de perseguir a las fuerzas estadounidenses en las tierras altas, y posiblemente impulsado por la inteligencia adquirida por la deserción de Demont, Howe había decidido atacar Fort Washington. Washington respondió dividiendo su ejército. Siete mil soldados debían permanecer al este del Hudson bajo el mando de Charles Lee para evitar una invasión británica de Nueva Inglaterra; El general William Heath con 3.000 hombres debía proteger las Tierras Altas de Hudson para evitar cualquier avance británico hacia el norte, y Washington con 2.000 hombres debía ir a Fort Lee. El día 13, Washington y su ejército llegaron a Fort Lee.
El plan de ataque de Howe era asaltar el fuerte desde tres direcciones mientras una cuarta fuerza fingía ; para entonces había recibido refuerzos y estaba guarnecida por 3.000 hombres. Las tropas hessianas bajo el mando de Wilhelm von Knyphausen atacarían el fuerte desde el norte, Percy lideraría una brigada de hessianos y varios batallones británicos desde el sur, y Lord Cornwallis con el 33.º Regimiento de infantería y el general Edward Mathew con la infantería ligera. iban a atacar desde el este. La finta iba a ser de los 42º Highlanders, que iban a aterrizar en el lado este de Manhattan, al sur del fuerte. Antes de atacar, Howe envió al teniente coronel James Patterson bajo una bandera de tregua el 15 de noviembre para entregar un mensaje de que si el fuerte no se rendía, toda la guarnición sería asesinada. Magaw dijo que los Patriots defenderían el fuerte hasta el "último extremo".

## Batalla

### lucha inicial
Antes del amanecer del 16 de noviembre, las tropas británicas y hessianas se retiraron. Knyphausen y sus tropas cruzaron el río Harlem en botes planos y desembarcaron en Manhattan. Luego, los barqueros giraron río abajo para transportar a las tropas de Mateo al otro lado del río. Sin embargo, debido a la marea, no pudieron acercarse lo suficiente a la costa para cruzar a las tropas británicas. Por lo tanto, las tropas de Knyphausen se vieron obligadas a detener su avance y esperar hasta que Mathew pudiera cruzar. Alrededor de las 7:00 am, los cañones Hessian abrieron fuego contra la batería estadounidense en Laurel Hill, y la fragata británica Pearl comenzó a disparar contra los atrincheramientos estadounidenses. Además, al sur del Fuerte, Percy hizo que su artillería abriera fuego contra el fuerte mismo. La artillería de Percy apuntó a los cañones de Magaw que habían dañado los barcos británicos varias semanas antes.
Al mediodía, Knyphausen y sus Hessians reiniciaron su avance. Tan pronto como la marea subió lo suficiente, Mathew y sus tropas, acompañados por Howe, cruzaron el río Harlem. Aterrizaron bajo un intenso fuego de la artillería estadounidense en la costa de Manhattan. Las tropas británicas cargaron por la ladera y dispersaron a los estadounidenses hasta que llegaron a un reducto defendido por algunas compañías de voluntarios de Pensilvania. Después de una breve lucha, los estadounidenses dieron media vuelta y corrieron hacia el fuerte.

mapa de batalla

Al norte del fuerte, la derecha de Hesse, comandada por Johann Rall, subió por la empinada ladera al sur de Spuyten Duyvil Creek casi sin resistencia de los estadounidenses. Los hessianos comenzaron a traer su artillería. En este punto, el cuerpo principal de Hessians, 4.000 hombres, al mando de Knyphausen comenzó a avanzar por Post Road, que discurría entre Laurel Hill y la colina en la que se encontraba Rall. Los Hessians cruzaron tierras pantanosas y cuando se acercaron a la ladera boscosa cerca del fuerte, 250 fusileros del Regimiento de Fusileros de Maryland y Virginia bajo el mando del Teniente Coronel les dispararon. Moisés Rawlings. Los hombres de Rawlings se escondieron detrás de rocas y árboles y corrieron de un lugar a otro para disparar a los hessianos mientras intentaban avanzar a través de los árboles y rocas caídos. Los fusileros de Rawlings rechazaron las cargas primera y segunda de los hessianos.

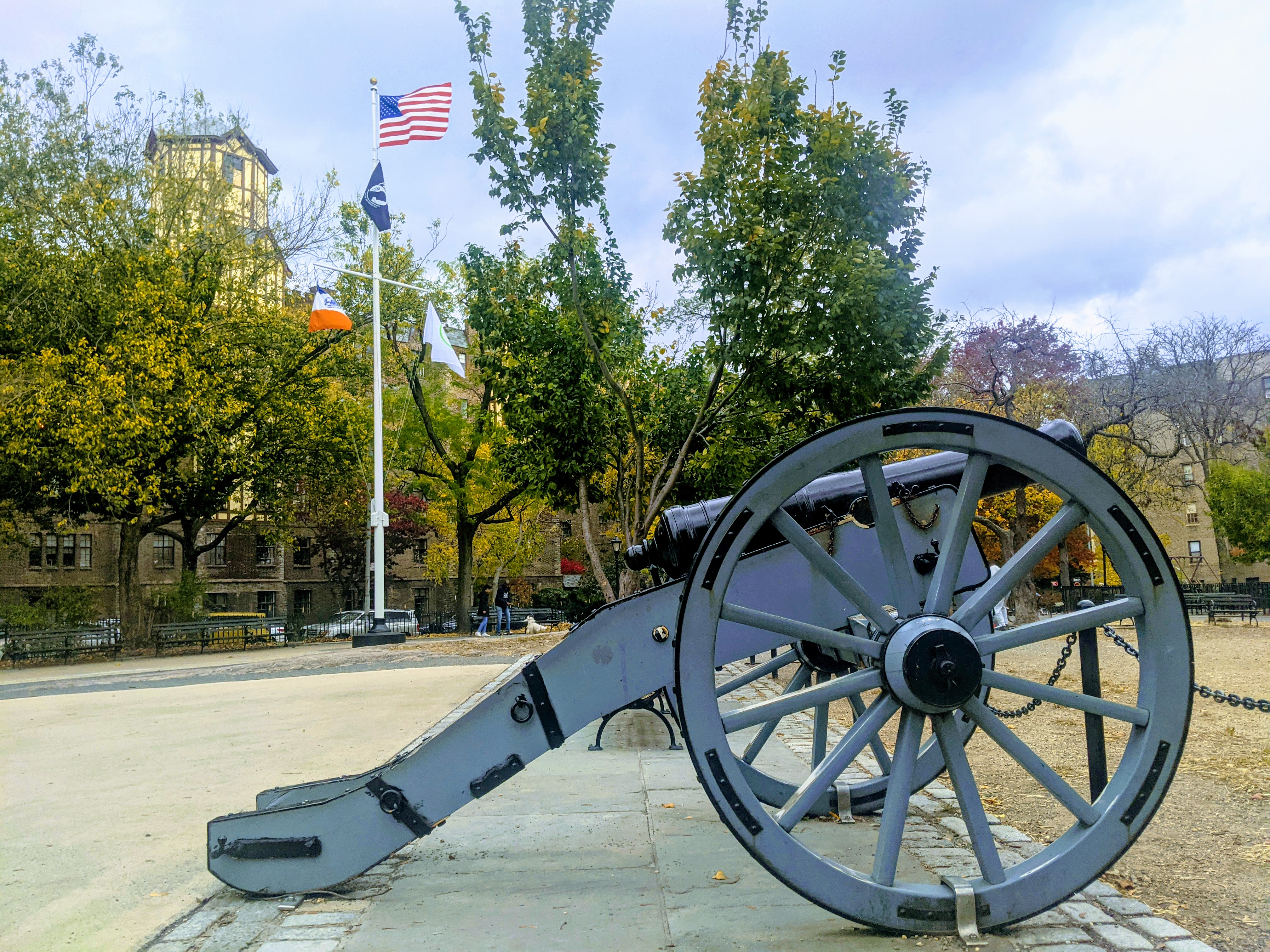
Monumento a Bennett Park - Fuerte Washington

John Corbin fue el encargado de disparar un pequeño cañón en lo alto de una loma, hoy conocida como Bennett Park. Durante un asalto de los hessianos, John murió, dejando su cañón sin tripulación.[cita requerida] Margaret Corbin había estado con su esposo en el campo de batalla todo el tiempo y, después de presenciar su muerte, inmediatamente ocupó su lugar en el cañón, y continuó disparando hasta que resultó herida en el brazo, el pecho y la mandíbula. convirtiéndose así en la primera mujer combatiente conocida en la Revolución Americana.[cita requerida]
Casi al mismo tiempo, hacia el sur, Percy avanzó con unos 3.000 hombres. Percy avanzó en dos columnas con su brigada de hessianos a la izquierda y el propio Percy a la derecha. A unas 200 yardas de las líneas estadounidenses, Percy detuvo el avance, esperando que se produjera la finta de Stirling. Frente a Percy estaba Alexander Graydon y su compañía. El superior de Graydon era Lambert Cadwalader, el segundo al mando de Magaw, quien estaba a cargo de mantener las tres líneas defensivas al sur de Fort Washington. Después de escuchar que había un desembarco en la costa en su retaguardia, Cadwalader envió 50 hombres para oponerse. Los 50 hombres corrieron hacia la finta del Col. Stirling's 42nd Foot de 700 hombres. Donde aterrizó Stirling resultó ser el área menos defendida de las defensas estadounidenses, y cuando Cadwalader escuchó cuántos hombres había allí, envió otros 100 hombres para reforzar los 50 que había enviado antes. Los grupos de desembarco británicos se dispersaron, buscando un camino a través del terreno accidentado en el lugar de aterrizaje. Los estadounidenses tomaron posición en la cima de una colina y comenzaron a disparar contra las tropas británicas que aún cruzaban el río. Los hombres de Sterling ya estaban escalando las alturas. Cargaron contra la posición estadounidense, dispersándolos.
Al escuchar los disparos, Percy ordenó a sus tropas que continuaran su avance. El fuego de la artillería británica obligó a Graydon en la primera línea defensiva a retroceder a la segunda línea, donde se encontraban Washington, Greene, Putnam y Hugh Mercer. Se animó a los cuatro a abandonar Manhattan, lo que hicieron de inmediato, navegando a través del río hasta Fort Lee. Magaw se dio cuenta de que Cadwalader estaba en peligro de ser rodeado y envió órdenes para que se retirara hacia el fuerte. La fuerza de Cadwalader fue perseguida por las tropas de Percy al mismo tiempo que las tropas que se oponían al desembarco de Stirling también fueron perseguidas hacia el fuerte. Las tropas de Stirling, aterrizadas en la retaguardia de Cadwalader, se detuvieron, creyendo que había tropas en los atrincheramientos. Algunos de los estadounidenses en retirada se enfrentaron a Stirling, lo que dio a la mayoría del resto de las tropas estadounidenses tiempo suficiente para escapar.

### Colapsar
Con el colapso de las líneas exteriores de Magaw al sur y al este del fuerte, tuvo lugar la retirada general estadounidense hacia la seguridad percibida del fuerte. Hacia el sur, la tercera línea defensiva nunca se había completado, por lo que a Cadwalader no le quedaba ningún lugar al que retirarse excepto el fuerte. Hacia el norte, los fusileros al mando de Rawlings todavía aguantaban, pero apenas, ya que había menos fusileros que antes y debido a que la mayor cantidad de disparos había atascado algunas de las armas de los hombres, algunos de los hombres se vieron obligados a empujar rocas por el colina en el ataque de las arpilleras. La batería estadounidense en Fort Washington fue silenciada por Pearl. En ese momento, el fuego de los fusileros casi había cesado y los hessianos avanzaron lentamente colina arriba y se enfrentaron a los estadounidenses en una lucha cuerpo a cuerpo. Dominando a los estadounidenses, los hessianos llegaron a la cima de la colina y se abalanzaron sobre el reducto con una carga de bayoneta, capturándolo rápidamente.
Washington, que observaba la batalla desde el otro lado del río, envió una nota a Magaw pidiéndole que aguantara hasta el anochecer, pensando que las tropas podrían ser evacuadas durante la noche. En ese momento, los hessianos habían tomado el terreno entre el fuerte y el río Hudson. Johann Rall tuvo el honor de solicitar la rendición estadounidense por parte de Knyphausen. Rall envió al capitán Hohenstein, que hablaba inglés y francés, bajo una bandera de tregua para pedir la rendición del fuerte. Hohenstein se reunió con Cadwalader, y Cadwalader solicitó que Magaw tuviera cuatro horas para consultar con sus oficiales. Hohenstein negó la solicitud y dio a los estadounidenses media hora para decidir. Mientras Magaw consultaba con sus oficiales, llegó el mensajero de Washington, el capitán John Gooch, justo antes de que el fuerte estuviera completamente rodeado, con la solicitud de Washington de resistir hasta el anochecer. Magaw intentó obtener condiciones más favorables para sus hombres, a quienes solo se les permitiría quedarse con sus pertenencias, pero fracasó. Magaw anunció su decisión de capitular a las 3:00 p. m. y, a las 4:00 p. m., la bandera estadounidense fue arriada en el fuerte y reemplazada por la bandera británica. Antes de la rendición, John Gooch saltó del costado del fuerte, cayó al fondo del acantilado, evadió los disparos de mosquete y las puñaladas de bayoneta, se subió a un bote y llegó a Fort Lee poco tiempo después.

## Efectivo
Las fuerzas británicas estaban formadas por; Batallón compuesto de granaderos, infantería ligera y guardias a pie, 4. °, 10.°, 15. °, 23.° (Royal Welsh Fusiliers), 27. °, 28. °, 33.°, 38. °, 42.° (Black Watch), 43. °, 52.° regimientos de infantería y montañeses de Fraser.
Las fuerzas estadounidenses consistieron en; 3.er Regimiento de Pensilvania, 5.º Regimiento de Pensilvania, Fusileros de Maryland y Virginia del coronel Moses Rawling y Milicia del condado de Bucks.

## Secuelas
Después de que los hessianos entraran en el fuerte, los oficiales estadounidenses intentaron aplacar al comandante hessiano, el capitán von Malmburg, que estaba a cargo de la rendición. Lo invitaron a su cuartel y le ofrecieron ponche, vino y pastel, con cumplidos. Cuando salieron del fuerte, los hessianos despojaron a las tropas estadounidenses de su equipaje y golpearon a algunos de ellos. Sus oficiales intervinieron para evitar más lesiones o muertes. Los británicos capturaron treinta y cuatro cañones, dos obuses, junto con muchas tiendas de campaña, mantas, herramientas y mucha munición.
Los británicos y los hessianos sufrieron 84 muertos y 374 heridos. Los estadounidenses tuvieron 59 muertos, 96 heridos y 2.837 hombres capturados. Bajo el tratamiento habitual de los prisioneros de guerra en la Guerra de Independencia de los Estados Unidos, solo 800 sobrevivieron a su cautiverio para ser liberados 18 meses después en un intercambio de prisioneros; casi las tres cuartas partes de los prisioneros murieron.
Tres días después de la caída de Fort Washington, los Patriots abandonaron Fort Lee. Washington y el ejército se retiraron a través de Nueva Jersey y cruzaron el río Delaware hacia Pensilvania al noroeste de Trenton, perseguidos hasta New Brunswick, Nueva Jersey por las fuerzas británicas. Después de aproximadamente un mes, en la noche de diciembre 25-26, 1776, Washington cruzó el Delaware y derrotó a la guarnición de Hesse bajo el mando de Rall en Trenton. Washington pasó a derrotar a los británicos a continuación en Princeton, lo que revivió la moral del ejército estadounidense y las colonias afectadas por la caída de Fort Washington.
Después de siete años, el 25 de noviembre de 1783, con la firma del tratado de paz, el general Washington y el gobernador George Clinton recuperaron triunfalmente Fort Washington mientras marchaban hacia el bajo Manhattan después de que las últimas fuerzas británicas abandonaran Nueva York.
El sitio de Fort Washington ahora se encuentra en Bennett Park en el vecindario Washington Heights de Manhattan, justo al norte del puente George Washington. La ubicación de sus muros está delimitada por piedras colocadas en el parque, y existe una placa conmemorativa.